# Сеутская бухта
Сеу́тская бухта (исп. Bahía de Ceuta) — бухта на юго-востоке Гибралтарского пролива в Средиземном море. Вдается в северное побережье полуострова Северной Африки, занимаемого Сеутой, который отделяет Сеутскую бухту от гораздо бо́льшего Сеутского залива моря Альборан.
Бухта простирается в широтном направлении более чем на 5 км: от мыса Бермеха на западе до мыса Санта-Каталина на востоке, вдаваясь в сушу на 2 км.
Вершина бухты обустроена под порт.
Восточные ветра вызывают в бухте значительное волнение, западные — приводят к срывающимся с гор шквалам.
Сеутская бухта является лучшей естественной гаванью на всем марокканском побережье Африки, ещё более ценной её делает расположение в Гибралтарском проливе.